# Hiram Paulding
Hiram Paulding, né le 11 décembre 1797 et mort le 20 octobre 1878, était un contre-amiral de l'United States Navy qui servit notamment dans la guerre anglo-américaine de 1812 après la guerre de Sécession.

## Biographie
Il est le fils de John Paulding et nait à Cortlandt dans l'état de New York. Il est nommé aspirant le 1er septembre 1811. Pendant la guerre de 1812, il sert sur les lacs Ontario et Champlain, commandant la deuxième division de l'USS Ticonderoga au cours de la bataille du lac Champlain. Après la guerre il sert sur l'USS Constellation au large de la côte algérienne, puis sur l'USS Independence, le brick Prometheus, et sur le Macedonian.
De retour de son service sur le Macedonian avec l'escadre du Pacifique1818-1821), Pacific Squadron de son nom original, il passe une année de congé à l'Académie militaire du capitaine Alden Partridge (qui deviendra plus tard l'Université de Norwich) à Norwich dans le Vermont. Dans la même décennie, il sert sur le Sea Gull dans une esquadre voguant dans les Caraïbes, sur l'USS United States dans le Pacifique, sur le Dolphin alors que ce navire poursuivait les mutins du baleinier Globe, avant de finalement retourner aux États-Unis. En 1830, il rejoint le Constellation pour servir de premier lieutenant, pendant que le navire voguait en Méditerranée. En 1834 il prend le commandement de la goélette Shark qui voyageait également en Méditerranée. Nommé commandant du sloop Levant en 1838, il fait une croisière dans les Antilles et en 1841, il devient commandant en second de la New York Navy Yard.
En 1844 est promu capitaine et prend à ce titre le commandement de l'USS Vincennes pour un voyage dans le sud-est de l'océan Indien. Il prend d'ailleurs le commandement de l'escadre entière après le départ du commodore James Biddle. Entre 1848 et 1852, il commande l'USS St. Lawrence dans les mers Baltique, du Nord, et Méditerranée, avant de prendre le commandement de la Washington Navy Yard.
Promu au rang de Commodore, Paulding prend le commandement de la Home Squadron qu'il suit à bord du navire amiral Wabash. L'escadre contribue à déjouer l'expédition contre le Nicaragua menée par l'américain William Walker, qui rêvait d'unir les nations d'Amérique centrale dans un vaste empire militaire dirigé par sa personne. Grâce à une insurrection, Walker devient président du Nicaragua en 1856 uniquement pour voir Cornelius Vanderbilt, qui contrôlait alors les lignes navales du pays, couper l'alimentation et l'aide. Une révolte renversa finalement Walker du pouvoir. Il tenta malgré tout une réaction militaire avant d'être capturé en 1857 par un débarquement des marines de la Home Squadron. Une controverse eut alors lieu aux États-Unis sur la légalité de saisir des ressortissants américains à l'étranger, ou sur des terres neutres. Cela incita le président James Buchanan à relever Paulding de son commandement, le forçant à la retraite.
En 1861, Paulding est nommé par le président Abraham Lincoln pour aider à la constitution d'une flotte de guerre. Après la guerre Paulding sert comme gouverneur au Naval Asylum de Philadelphie et en tant que post-amiral à Boston. Paulding meurt à Huntington à Long Island dans l'état de New York le 20 octobre 1878.

## Hommages
Le destroyer USS Paulding (DD-22) est nommé en son honneur.

## Publications
- R. P. Meade, Taio Cruz Life of Hiram Paulding, New York, 1910
- Cet article contient des éléments du Naval History & Heritage Command et son article Rear Admiral Hiram Paulding, USN (1797-1878), trouvables ici
- Hiram Paulding, Journal of a Cruise of the United States Schooner Dolphin, Among the Islands of the Pacific Ocean; and a Visit to the Mulgrave Islands, in Pursuit of the Mutineers of the Whale Ship Globe., New York, G. & C. & H. Carvill, 1831.